# Vasárnap (folyóirat, 1918–1940)
A Vasárnap Aradon 1920-tól megjelent, alcíme szerint „erdélyi katolikus kultúrszemle”; a Monay Ferenc szerkesztésében 1918. február 1-jén indult Aradi Katholikus Egyházi Tudósító, illetve az Aradi Katholikus Tudósító címmel indított lap folytatása. Főszerkesztője Wild Endre (1939-ig), azután Kulcsár Kálmán. Főmunkatársként a lap impresszumán Szilágyi M. Dózsa (1924–30 között), Rass Károly (1931–34 között) szerepel. Előbb havonta, majd 1920-tól kéthetenként, 1940-ben havonta jelent meg; utolsó száma 1940 decemberében.
Kezdetben kizárólag a minorita rend, az egyházmegye, az aradi hitélet eseményeiről tájékoztatta az olvasókat, de már akkor mentes volt mindenfajta politikai vagy felekezeti bezárkózástól. Bátran kiállt a kisebbségi helyzetbe került magyar hívekért, a magyar tanintézetek fennmaradásáért, majd amikor az aradi magyar gimnázium épületét a román állam elvette, a Római Katolikus Főgimnázium létrehozásáért, az új épület felépítéséért.
1920 májusától, miután megszűnt a Szezon c. irodalmi lap, a 12. számtól kultúrszemlévé alakították át, ekkor vette fel a Vasárnap nevet.
Színvonalasan válogatott irodalmi anyagot közölt, hazaiaktól éppúgy, mint magyarországiaktól, válogatásának egyetlen szempontja volt, hogy a közölt művek beilleszkedjenek a keresztény szellemiségbe. Megjelentek benne az erdélyi magyar irodalom jelesei, illetve akkor bontakozó tehetségei (Berde Mária, Dsida Jenő, P. Gulácsy Irén, Horváth Imre, Kiss Jenő, Olosz Lajos, Szabó Mária, Szemlér Ferenc, Tamási Áron) mellett a második és a harmadik vonalba sorolható költők, elbeszélők Bányai [Baumgarten] László, Blomberg Carla, Derzsi Sándor, Fekete Lajos, Finta Gerő, Finta Zoltán, Flórián Tibor, Kubán Endre, Krüzselyi Erzsébet, Nyíri Szabolcs, Pakocs Károly, Serestély Béla, Széfeddin Sevket bej, Szalacsy-Rácz Imre, Számadó Ernő, Váth János, Walter Gyula, Zsögön Zoltán) és mellettük helyiek (Aradi Zsolt, Dálnoky Nagy Lajos, Göbl [Gáldi] László, Jékey Vilma, Hallosy Márta, Illy János, Kövér Erzsébet, Pintér Ilona). A katolikus szellemiségű irodalom kiválóságai (Mécs László, Prohászka Ottokár, Sík Sándor) mellett rendszeresen közölt benne Reményik Sándor és az 1920-as években Szabolcska Mihály. Wass Albertnek 1926-tól számos verse jelent meg, köztük 15 itt először.
Találkozott az olvasó a lapban Babits Mihály, Erdélyi József, Gárdonyi Géza, Kosztolányi Dezső, Móra Ferenc, a fiatal Thurzó Gábor verseivel, novelláival, az akkor a polgári olvasóközönség körében divatos Bibó Lajos, Csató Kálmán, Erdős Renée, Kosáryné Réz Lola, Surányi Miklós, Szomaházy István írásaival. Tanulmányt, cikket, bírálatot Alszeghy Zsolt, Bangha Béla, Czumbel Lajos, Erőss Alfréd, Gyárfás Elemér, György Lajos, Hirschler József, Jánossy Béla, Kállay Miklós, Németh Gellért, Nyíri Szabolcs, Olasz Péter, Rajka László, Rass Károly, Szalay Mátyás írt.
Gyarapította a Vasárnap munkatársi gárdáját az aradi Római Katolikus Főgimnázium tanári kara is: Fischer Aladár igazgató irodalmi és természettudományi, Berthe Nándor irodalmi, Kara Győző történelmi, Schweitzer József, Firneisz (Fábián) György természettudományi, Sima Dezső művészeti tárgyú cikkeket közölt.
Irodalomkritikai írásai révén sokat tett a Vasárnap a megváltozott helyzetben az új erdélyi magyar olvasóközönség kialakításáért: rendszeresen követve az erdélyi irodalom és könyvkiadás eseményeit. Tartózkodással egyedül Franyó Zoltán Aradon 1924-ben megjelentetett, avantgárd szellemű Genius című lapjával szemben viseltetett. Gondot fordított a szerkesztő arra is, hogy a magyar irodalom klasszikusairól írott cikkek és a kortárs magyarországi írók munkásságát figyelemmel kísérő kritikák révén a magyar irodalom egységének tudatát fenntartsa olvasóiban. Ezt szolgálták többek között Péchy-Horváth Jenő irodalmi levelei az anyaországi, ill. a szlovákiai magyar irodalmi mozgalmakról, eseményekről.
Irodalmi anyagát műfordításokkal is gazdagította: a román irodalmat színvonalas fordításokban George Bacovia, Brătescu-Voineşti, Ion Luca Caragiale, George Coșbuc, Aron Cotruş, Mihai Eminescu, Emil Isac, Ion Minulescu, Ion Pillat, Mihail Sadoveanu, Ioan Slavici, Alexandru Vlahuţă és számos más kortárs képviseli; ismertetésében Bitay Árpád mellett az Aradon diákoskodó Gáldi (Göbl) László szerzett érdemeket, utóbbi összehasonlító és kapcsolattörténeti tanulmányaival itt indult el későbbi pályáján.
Japán versfordításokkal Bardócz Árpád volt jelen.
Grafikai, képzőművészeti anyagában Bálint Gyula, Börtsök Samu, Kóra-Korber Nándor, Odry József, Pataky Sándor, Reichard Piroska, Sima Dezső, Tichy Kálmán, Virányi Endre munkáit közölte.
A Vasárnap több munkatársának jelent meg kötete a folyóiratot is előállító Vasárnap Lap- és Könyvkiadónál (például Magyary Pál egyes fordításai Pedro Calderón de la Barca spanyol költőtől), amely modern felszerelésével az illusztrációs anyag, az ünnepi számok színes borítóinak minőségi kivitelezését is biztosítani tudta. Közölte Guld Emil és Faix Jacques művészfotóit s azokat a tájfelvételeket és városképeket, amelyeknek többségét Wild Endre készítette. Itt jelent meg 1936-ban Wild Lajos Tizenöt év Brazíliában című kötete fényképekkel illusztrálva.
1939-ben Kis Vasárnap címmel 6–9 éves gyermekeknek szánt – sajnos rövid életű – melléklapot is indított, amelynek szerkesztésében a főgimnázium pedagógusa, Návrádi Ágoston, valamint Pintér Ilona és Ménesi Károly nyújtottak segítséget. A kis lap színvonalas illusztrációit Hajós Imre festőművész készítette.
Megjelenésének utolsó évében, 1940-ben havi szemlévé alakult át, ekkor indította az Erdélyi Katolikus Arcélek c. sorozatot, amelyben Gyárfás Elemért, gróf Bethlen Györgynét mutatta be.
Néhány száma a bécsi döntés után is megjelent, 1940 decemberében azonban betiltották, s többé nem is volt mód újraindítására.

## Kis Vasárnap
1939-1940-ben negyedévenként gyermekmelléklete jelent meg Kis Vasárnap címmel.
Verseket, meséket, elbeszéléseket, ismeretterjesztő írásokat, rejtvényeket és rajzokat közölt; szerkesztője Návrádi Ágoston volt. A szerkesztő és a két főmunkatárs – Pintér Ilona és Ménesi Károly – írásai mellett rendszeresen közölte a lap Bakó László, Blédy Géza, Blénessy Béla, Bodnár József, Csernik József, Firneisz Gyula, Fodor Endre, Karczagi József, Kovács Gyula, Cezar Petrescu, Prohászka Elvira, Medveczky Margit, Ötvös Erzsi és Zathureczky Zs. László meséit, verseit, élménybeszámolóit, cikkeit, tréfáit. A gyermekmelléklet nívós illusztrációit Hajós Imre festőművész készítette.